# فرانكي ريمون
فرانكي ريمون (بالإنجليزية: Frankie Raymond)‏ (18 نوفمبر 1992 في المملكة المتحدة - ) هو لاعب كرة قدم بريطاني في مركز الوسط. لعب مع إيستبورن بوروه ونادي ريدنغ ونادي غيلينغهام ونادي هورشام وEastleigh F.C. ‏ وBasingstoke Town F.C. ‏ وداغنهام وريدبريدج ونادي هانجرفورد تاون.

## وصلات خارجية
- فرانكي ريمون على موقع قاعدة بيانات كرة القدم.إي يو (الإنجليزية)
- فرانكي ريمون على موقع Soccerbase.com (لاعب) (الإنجليزية)
- فرانكي ريمون على موقع Soccerway.com (الإنجليزية)